# Дальняя дорога
«Дальняя дорога» (англ. The Longest Ride) — мелодрама 2015 года, снятая Джорджем Тиллманом-младшим. Фильм является одноимённой экранизацией романа Николаса Спаркса, десятой по счету из всех экранизированных произведений писателя. Премьера состоялась в Индии 3 апреля. В России фильм вышел 16 апреля 2015 года.

## Сюжет
Люк Коллинз (Скотт Иствуд) — всадник, участник профессиональных родео, который однажды получил серьезные травмы. Чтобы поддерживать семейное ранчо на плаву, год спустя он возвращается на соревнования, где встречает Софию Данко (Бритт Робертсон). Постепенно между ними зарождаются отношения.
В дождливый вечер Люк и София ехали по дороге и в кювете увидели автомобиль с пожилым человеком внутри — у него случился инфаркт прямо за рулем. Пара доставила старика в больницу. Люк по-прежнему «седлает» быков, невзирая на опасность быть снова покалеченным. Между тем, София посещает в больнице Айру Левинсона (Алан Алда), старика, попавшего в аварию. Он рассказывает историю своей молодости, когда повстречал свою жену Руфь (Уна Чаплин). Молодая пара навещает старика в больнице и привязываются к нему. Но между ними не все гладко. Айра будучи в курсе их проблем заранее подготовил им сюрприз. Когда он скончался, его адвокат присылает им приглашения на аукцион картин Айры и его жены Руфь, которые они собрали за долгие годы жизни. На аукционе Люк покупает недорого простой портрет Руфь и узнает, что по условиям завещания, как покупатель этого портрета получает всю коллекцию с дорогими картинами. Люк и София становятся богатыми, открывают галерею имени Айры и Руфь и живут счастливой жизнью. 

## В ролях
- Скотт Иствуд — Люк Коллинз
- Бритт Робертсон — София Данко
- Алан Алда — Айра Левинсон
- Уна Чаплин — Рут Левинсон
- Джек Хьюстон — Айра Левинсон (в молодости)
- Мелисса Бенойст — Марсия
- Лолита Давидович — Кейт Коллинз

## Критика
Сайт Metacritic собрал фильму оценку в 33 из 100 баллов на основе 30 рецензий. На сайте Rotten Tomatoes рейтинг фильма составляет 31%, на основании 119 рецензий критиков, со средней оценкой 4,4 из 10 баллов.